# Despard
Despard – jednostka osadnicza w Stanach Zjednoczonych, w stanie Wirginia Zachodnia, w hrabstwie Harrison.